# Universidad de Sancti Spíritus
Universidad de Sancti Spíritus "José Martí Pérez"  es un centro educativo de la provincia de Sancti Spíritus, Cuba, adscripto al Ministerio de Educación Superior. Se encuentra ubicada en Comandante Manuel Fajardo s/n, Olivos 1, ciudad de Sancti Spíritus. 

## Historia
El 22 de septiembre de 1983 se funda en Sancti Spíritus la primera institución de Educación Superior con personalidad institucional propia, por el acuerdo N.º 1447 del Consejo de Ministros y que consta en la Resolución Ministerial 424/83. La Universidad de Sancti Spíritus de hoy resulta de una integración entre todos los centros de educación superior de la provincia (mediados de la segunda década de los años 2000), menos el campo de las ciencias médicas, pero sienta sus bases en la larga historia del desarrollo de la educación en la región central de Cuba. 
Entre sus antecedentes se pueden mencionar la formación de espirituanos por la Universidad Central de Las Villas, la formación universitaria en territorio espirituano de ingenieros, deportistas y maestros por entidades diferentes pero dependientes de otras con personalidad jurídica y hasta el Colegio El Apostolado del Sagrado Corazón de Jesús, lugar donde se organizaron las brigadas de alfabetización, primaria, FOC (Facultad Obrera Campesina) y también secundaria.
A la antigua Universidad de Sancti Spíritus se sumaron la Universidad de Ciencias Pedagógicas Silverio Blanco y la formación deportiva superior para dar a luz a la institución educativa presente.
La anterior Universidad de Sancti Spíritus fue fundada en el año 1976 como Filial Universitaria de Sancti Spíritus, campus de la Universidad Central Marta Abreu de Las Villas. Marcó un momento importante en el desarrollo de los estudios universitarios en la joven provincia de Sancti Spíritus. Las carreras de Economía y de Agropecuaria constituyeron una fuente importante para la matrícula del territorio en cursos para trabajadores. En 1989 se iniciaron los estudios en Cursos Regulares Diurnos (CRD) con la carrera de Licenciatura en Contabilidad y Finanzas. EL desarrollo alcanzado y las proyecciones de trabajo favorecieron la transformación de la Filial en Sede Universitaria, asumiendo carreras de perfil agropecuario, económico y la culminación de estudios de espirituanos que cursaban estudios en (CRD) en otros Centros de Educación Superior del país. El 6 de junio de 2003 se aprobó por el Comité Ejecutivo del Consejo de Ministros la transformación de Filial a Centro Universitario de Sancti Spíritus "José Martí Pérez" que agrupaba a cuatro facultades que asumieron a su vez carreras humanísticas, contables, agropecuarias e ingenieriles, hasta un total de doce. En estos momentos existió una fuerte presencia en sus acciones de pregrado, postgrado, ciencia e innovación tecnológica y extensionismo universitario, dando respuesta a las necesidades de una provincia que se caracterizaba por su dinámica de desarrollo y por la diversidad geográfica y socio–cultural, con una presencia particularmente importante en el macizo montañoso Guamuhaya a través de la Facultad de Montaña del Escambray. El acuerdo N.º 6767, emitido por el Comité Ejecutivo del Consejo de Ministro en fecha 25 de enero del 2010, aprobó la transformación del Centro Universitario de Sancti Spíritus "José Martí Pérez"  en la Universidad de Sancti Spíritus "José Martí Pérez" que contó con cuatro facultades y tres departamentos independientes. Tenía cuatro edificaciones docentes y una Residencia Estudiantil. En el mes de febrero del 2010 se inauguró por el ministro de la Educación Superior un nuevo edificio que cuenta con trece aulas, locales para profesores, laboratorios de Computación, área deportiva, planta de tratamiento de residuales y servicio de comedor, entre otras instalaciones. En esta institución se estudiaban especialidades como Derecho, Contabilidad, Informática, Veterinaria e Ingeniería Agrónoma. Entre sus dependencias más prestigiosas se encontraba la Facultad Agropecuaria de Montaña del Escambray, situada en Topes de Collantes. La Universidad de Ciencias Pedagógicas Silverio Blanco, y no esta universidad, emitió, independiente, título en 1983 como primera universidad espirituana.
En la nueva universidad integrada se conservó el nombre de la entidad, pero se tomó el año 1983 como fecha de referencia para determinar la edad de la universidad actual. La formación de profesionales para el desarrollo de la sociedad espirituana se concreta en un total que supera los treinta y seis mil egresados, de diferentes carreras, y más de tres mil másteres y especialistas como parte de la formación posgraduada.

## Estructura general
RECTORADO
- OCIC
- Grupo de Asesoría Jurídica
- Secretaría General, Ingreso, Ubicación Laboral y Archivo
- Unidad de Ciencia e Innovación (CEEPI)
- Departamento de Auditoría
- Departamento de Cuadros
- Departamento de Marxismo-Leninismo e Historia

VICERRECTORADO PRIMERO
- Departamento de Defensa, Seguridad y Protección
- Dirección de Organización, Planificación y Calidad
- Grupo de Gestión de Calidad
- Grupo de Planificación y Organización
- Dirección de Recursos Humanos
- Grupo de Seguridad Informática
- Puesto de Dirección

VICERRECTORADO 1
- Dirección de Formación del Profesional
- Dirección de Extensión Universitaria
- Departamento de Enseñanza Militar
- Centro de Idiomas

VICERRECTORADO 2
- Dirección de Ciencias, Técnica y Posgrado
- Grupo de Educación de Posgrado y Superación
- Grupo de Ciencia, Tecnología e Innovación
- Grupo de Grado Científico
- Dirección de Relaciones Interinstitucionales
- Grupo de Comercialización y Exportaciones

DIRECCIÓN GENERAL 1
- Dirección de Contabilidad y Finanzas
- Dirección de Logística
- Dirección de Mantenimiento e Inversiones
- Grupo de Mantenimiento de Equipos
- Dirección de Planificación y Estadística

DIRECCIÓN GENERAL 2
- Dirección de Servicios Generales
- Departamento de Transporte
- Departamento de Alimentación
- Departamento de Residencia Estudiantil

DIRECCIÓN GENERAL 3
- Departamento de Redes
- Departamento de Tecnología Educativa
- Centro de Recursos para el Aprendizaje y la Información (CRAI)
- Grupo de Comunicación Institucional
- Grupo de Gestión Documental y Archivo

FACULTADES
CENTROS UNIVERSITARIOS MUNICIPALES

## Facultades
- Ciencias Agropecuarias
- Humanidades
- Ciencias Pedagógicas
- Cultura Física
- Ciencias Técnicas y Económicas

## Situación actual
La infraestructura de la UNISS abarca cinco edificaciones ubicadas en la ciudad cabecera provincial y siete Centros Universitarios Municipales (CUM) en cuyos espacios se desarrolla la vida de estudiantes y trabajadores.
La Sede Central está ubicada en la calle Comandante Fajardo s/n, esquina a Cuartel, en el Reparto Olivos 1. En ella se encuentran las Facultades de Ciencias Pedagógicas, la de Ciencias Técnicas y Empresariales y la de Cultura Física.
El Docente 1 está ubicado en la Avenida de los Mártires, No 360, esquina a Bartolomé Masó (o Carretera Central), solo a 400 metros de la Sede Central. En esta edificación se encuentra la Facultad de Ciencias Agropecuarias.
El Docente 2, se encuentra ubicado en la calle Bartolomé Masó (Carretera Central), próximo a la Terminal de Ómnibus, a 1000 metros de la Sede Central y a 600 del Docente 1. En ella se encuentra la Facultad de Humanidades.
El edificio de la Secretaría General, Ingreso, Ubicación laboral y Archivo se encuentra en la calle Independencia No 50-F Altos, esquina a Comandante Fajardo, y muy cerca del Centro Histórico urbano de la ciudad.
La Residencia Estudiantil 2 es un edificio cuya entrada principal se encuentra en la calle Julio Antonio Mella No 180, frente a la calle Rafael Río Entero (San Carlos), a 900 metros de la Sede Central. El otro acceso se realiza por la calle Carlos Roloff (Cadí), al pasar el parqueo de la sede provincial del PCC. En esta edificación se encuentra la Residencia de Posgrado «Las Carmelitas».